# 吉本光志
吉本 光志（よしもと こうじ、1980年2月6日 - ）は、日本の男性キックボクサー、総合格闘家。東京都出身。ヌンサヤームジム所属。元RISEスーパーライト級王者。

## 来歴
2000年7月31日、アクティブJ所属としてJ-NETWORKでプロキックボクシングデビュー。
2003年、AJジムに移籍。6月20日、全日本キックボクシング連盟移籍初戦で関博司に判定勝ち。
2003年11月23日、小林聡と対戦。2Rに2度のダウンを奪われるも、最後まで諦めず打撃戦を展開し、僅差（27-28、27-28、27-29）の判定負けとなった。
2004年3月、全日本キック最強決定トーナメント2004の1回戦で凱斗亮羽に判定勝ち。4月の2回戦で後半一気に盛り返し西山誠人に判定勝ち。6月の準決勝、アマラ忍に判定負け。2004年11月、サトルヴァシコバにＫＯ負け。
2005年9月24日、韓国・城南市で開催されたIKMF（国際格闘技武道連盟）東洋ライト級初代王者決定戦でチョン・ヒョソンと対戦し、KO勝ちで王座を獲得した。
2006年1月、全日本キックライト級王者決定トーナメント決勝でサトルヴァシコバにＫＯ負け。
2006年から、パンクラス道場やAJジムで総合格闘技の練習を開始。7月28日、初参戦となったパンクラスで裕希斗と対戦し、判定ドロー。
2007年3月25日、第13回ネオブラッド・トーナメントのフェザー級（-64kg）に出場。1回戦で田中康友に判定勝ち。5月6日、準決勝で長谷川孝司と対戦。打撃技で主導権を握るも、膝蹴りが下腹部に入り、長谷川がドクターストップとなり反則負け。しかし、両者の強い希望により5月30日に再戦が行われ、左ストレートでTKO勝ちを収め、決勝進出を決めた。7月27日に決勝で宮城友一と対戦予定であったが、宮城が引退したため不戦勝となり優勝を決めた。表彰式では前田吉朗へ対戦要求し、HERO'S参戦もアピールした。
2007年11月11日、CAGE FORCE初参戦となったCAGE FORCE EX -eastern bound-で孫煌進と対戦。打撃技の応酬となったが、判定勝ちを収めた。
2008年9月19日、全日本キックボクシング連盟でM-1フェザー級王者カノンスック・ウィラサクレックに判定勝ちを収めた。
2008年12月23日、KING OF KINGS TOUITSU in KOBEで行われたTOUITSU ライト級初代王者決定トーナメントに出場。1回戦で赤十字竜に判定勝ちするも、準決勝で黒田アキヒロに判定負け。
2009年8月の全日本キックボクシング連盟解散・AJジム閉鎖に伴い、team B.p.LEGEND所属となった。
2009年10月4日、RISE 59で行なわれた初代RISE 65kg級王者決定戦 準決勝で昇侍に3-0の判定勝ち。11月22日、RISE 60で行なわれた初代RISE 65kg級王者決定戦で菅原勇介に3-0の判定勝ち。初代RISE 65kg級王者となった。
2010年4月7日、RISE 63で巨輝と対戦し、1-2の判定負け。この試合より所属がヌンサヤームジムとなった。
2010年7月31日、RISE 68でTURBΦと対戦し、右ショートストレートでKO勝ちを収めた。
2010年10月3日、RISE 71で行なわれた初代RISEライト級王者決定戦・準決勝で渡辺理想と対戦し、2-0の判定勝ちを収めた。
2010年12月19日、RISE 73Rで行なわれた初代RISEライト級王者決定戦で裕樹と対戦し、左ローキックによるKO負けで王座獲得ならず。
2011年2月27日、RISE 74で行なわれたRISEスーパーライト級（-65.0kg）タイトルマッチで菅原勇介と対戦し、判定0-0の引き分けとなり初防衛を果たす。
2012年12月2日、東京ドームシティホールでのビックイベントのメインとして登場。ラズ・セルキシアン相手に判定3-0の勝利でメインイベンターとしての役割を果たす。
2015年2月1日、中国で行われたK-1 GLOBAL CHINA vs JAPANのトップバッターとして登場。ベルト防衛後のさらなる目標であったアウェーでの勝利を3度目の挑戦で達成させる。
2015年5月31日、約一年前にマルタ共和国にて対戦し惜敗を喫した相手、ダニエル“THE JET”ザハラに、後楽園ホールでKOでのリベンジを果たす。
2015年8月22日、シュートボクシングのアニバーサリー大会にて宍戸大樹と対戦。敗れはしたが両選手は2度に及ぶ延長ラウンドを繰り広げ、激闘の名勝負となった。
2016年1月31日、後楽園ホールでの引退試合。「強い選手と戦ってこその格闘家」として、当時65kg級で最も強いとされたオランダ人、ザカリア・ゾウガリーを引退試合の相手に指名。信念を貫き3R TKO勝利でラストマッチを飾った。

## 戦績

### キックボクシング
| キックボクシング 戦績 | キックボクシング 戦績 | キックボクシング 戦績 | キックボクシング 戦績 | キックボクシング 戦績 | キックボクシング 戦績 | キックボクシング 戦績 |
| --------------------- | --------------------- | --------------------- | --------------------- | --------------------- | --------------------- | --------------------- |
| 50 試合               | (T)KO                 | 判定                  | その他                | 引き分け              | 無効試合              |                       |
| 30 勝                 | 4                     | 26                    | 0                     | 3                     | 0                     |                       |
| 17 敗                 | 7                     | 10                    | 0                     | 3                     | 0                     |                       |

| 勝敗 | 対戦相手                       | 試合結果                                         | 大会名 | 開催年月日     |
| ○    | ザカリア・ゾウガリー           | 3R 1:58 TKO                                      | RISE109 | 2016年1月31日  |
| ×    | 宍戸大樹                       | 3R+2R 1:14 TKO                                   | SHOOT BOXING 30th ANNIVERSARY“CAESAR TIME!”                                                                       | 2015年8月22日  |
| ○    | ダニエル“THE JET”ザハラ        | 3R 2:15 KO                                       | RISE105 | 2015年5月31日  |
| ○    | Hanji                          | 3R 判定                                          | K-1 GLOBAL CHINA vs JAPAN                                                                                         | 2015年2月1日   |
| ×    | ジー・レイ                     | 3R 判定0-3                                       | K-1 WORLD MAX 2013 Final in Pattaya Thailand                                                                      | 2014年10月11日 |
| ×    | ダニエル“THE JET”ザハラ        | 3R 判定                                          | WKN GLADIATOR 8                                                                                                   | 2014年6月7日   |
| ○    | リュ・ヒョンウ                 | 3R 判定2-0                                       | RISE98 | 2014年3月30日  |
| ×    | 左右田康臣                     | 5R 判定0-2                                       | RISE92 | 2013年3月17日  |
| ○    | ラズ・セルキシアン             | 3R 判定3-0                                       | INFINTY | 2012年12月2日  |
| ○    | 左右田康臣                     | 5R 判定3-0                                       | RISE86 | 2012年1月28日  |
| ○    | イ・ソンチョン                 | 3R 判定3-0                                       | RISE85 | 2011年11月23日 |
| ○    | 麻原将平                       | 延長R終了 判定3-0                                | K-1 WORLD MAX 2011 -63kg Japan Tournament FINAL 【-63kg Japan Tournament 第2リザーブファイト】                    | 2011年6月25日  |
| △    | 菅原勇介                       | 5R終了 判定0-0                                   | RISE 74 【RISEスーパーライト級タイトルマッチ】                                                                    | 2011年2月27日  |
| ×    | 裕樹                           | 2R 2:09 KO（左ローキック）                       | RISE 73R 【初代RISEライト級王者決定戦】                                                                           | 2010年12月19日 |
| ○    | 渡辺理想                       | 3R終了 判定2-0                                   | RISE 71 【初代RISEライト級王者決定戦 準決勝】                                                                     | 2010年10月3日  |
| ○    | TURBΦ                          | 2R 2:54 KO（右ストレート）                       | RISE 68 | 2010年7月31日  |
| ×    | 巨輝                           | 3R+延長R終了 判定1-2                             | RISE 63 | 2010年4月7日   |
| ○    | 菅原勇介                       | 5R+延長R終了 判定3-0                             | RISE 60 【初代RISE 65kg級王者決定戦】                                                                             | 2009年11月22日 |
| ○    | 昇侍                           | 3R終了 判定3-0                                   | RISE 59 【初代RISE 65kg級王者決定戦 準決勝】                                                                      | 2009年10月4日  |
| ○    | 大石駿介                       | 3R+延長R終了 判定3-0                             | Krushライト級グランプリ2009 〜開幕戦 Round.2〜                                                                    | 2009年8月14日  |
| ×    | 山本佑機                       | 延長R 0:43 TKO（ドクターストップ：左目尻カット） | マーシャルアーツ日本キックボクシング連盟 「BREAK THROUGH-11 〜突破口〜」                                          | 2009年6月14日  |
| ×    | 黒田アキヒロ                   | 3R+延長終了 判定1-2                              | KING OF KINGS TOUITSU in KOBE 【TOUITSU ライト級初代王者決定トーナメント 準決勝】                                 | 2008年12月23日 |
| ○    | 赤十字竜                       | 3R+延長終了 判定3-0                              | KING OF KINGS TOUITSU in KOBE 【TOUITSU ライト級初代王者決定トーナメント 1回戦】                                  | 2008年12月23日 |
| ○    | カノンスック・ウィラサクレック | 5R終了 判定3-0                                   | 全日本キックボクシング連盟 「SWORD FIGHT 2008 〜日本vsタイ・5対5マッチ」                                          | 2008年9月19日  |
| ○    | 梶原龍児                       | 3R終了 判定2-0                                   | 全日本キックボクシング連盟 「CUB☆KIX 〜全日本キックvsチームドラゴン・10vs10 全面対抗戦〜」                        | 2008年5月31日  |
| ○    | 三上洋一郎                     | 3R 1:11 KO（膝蹴り）                             | 全日本キックボクシング連盟「Kick On!」                                                                            | 2008年3月20日  |
| ○    | 島野智広                       | 3R終了 判定2-0                                   | 全日本キックボクシング連盟 「CUB☆KICK'S 3days 1st - AJ NIGHT 〜Tradition〜」                                      | 2006年10月7日  |
| ×    | サトルヴァシコバ               | 2R 2:30 KO（左フック）                           | 全日本キックボクシング連盟「New Year Kick Festival 2006」 【全日本ライト級王座決定戦】                            | 2006年1月4日   |
| ○    | 増田博正                       | 3R終了 判定3-0                                   | 全日本キックボクシング連盟「Fight Must Go On」 【全日本ライト級王座決定トーナメント 準決勝】                      | 2005年11月12日 |
| ○    | チョン・ヒョソン               | 4R 1:47 KO（3ノックダウン：ローキック）          | 国際格闘技武道連盟 【IKMF東洋ライト級初代王者決定戦】                                                             | 2005年9月24日  |
| ×    | 木村允                         | 3R終了 判定0-3                                   | マーシャルアーツ日本キックボクシング連盟 「東金ジム27周年記念大会 DETERMINATION (決心) 5th 〜戦場の狼〜」         | 2005年6月24日  |
| ○    | キム・パンスー                 | 3R終了 判定2-0                                   | 全日本キックボクシング連盟「RUSH!」                                                                               | 2005年3月18日  |
| ×    | サトルヴァシコバ               | 2R 0:31 KO（左フック）                           | 全日本キックボクシング連盟「The Championship」 【全日本ライト級王座決定トーナメント 準決勝】                      | 2004年11月19日 |
| ×    | ムラッド・ティアルティ         | 1R 1:44 TKO（頭部カット）                        | 全日本キックボクシング連盟「SUPER FIGHT -LIGHTNING-」                                                             | 2004年8月22日  |
| ×    | アマラ忍                       | 5R終了 判定0-3                                   | 全日本キックボクシング連盟 「全日本ライト級最強決定トーナメント2004/FINAL STAGE」 【ライト級トーナメント 準決勝】 | 2004年6月18日  |
| ○    | 西山誠人                       | 3R終了 判定3-0                                   | 全日本キックボクシング連盟 「全日本ライト級最強決定トーナメント2004 2nd.STAGE」 【ライト級トーナメント 2回戦】    | 2004年4月16日  |
| ○    | 凱斗亮羽                       | 3R終了 判定2-0                                   | 全日本キックボクシング連盟 「全日本ライト級最強決定トーナメント2004 1st.STAGE」 【ライト級トーナメント 1回戦】    | 2004年3月13日  |
| ×    | 小林聡                         | 3R終了 判定0-3                                   | 全日本キックボクシング連盟「SCRAMBLE」                                                                            | 2003年11月23日 |
| ○    | 上杉武信                       | 3R終了 判定3-0                                   | 全日本キックボクシング連盟「YOUNG GUN」                                                                           | 2003年9月7日   |
| ○    | 関博司                         | 3R終了 判定3-0                                   | 全日本キックボクシング連盟「DEAD HEAT」                                                                           | 2003年6月20日  |
| ○    | ラスカル・タカ                 | 3R終了 判定3-0                                   | 全日本キック vs J-NETWORK「MOVEMENT」                                                                             | 2002年5月30日  |
| △    | 中村玄志                       | 3R終了 判定0-0                                   | J-NETWORK「J-BLOODS」                                                                                             | 2002年1月20日  |
| ×    | 稲葉潤                         | 2R 3:00 KO（膝蹴り）                             | J-NETWORK「THE CRUSADE-II」                                                                                       | 2001年7月17日  |
| △    | リティチャイ・パヤナン         | 3R終了 判定0-1                                   | J-NETWORK「MAKING THE ROAD III」                                                                                  | 2001年5月31日  |
| ×    | 中村玄志                       | 3R終了 判定0-2                                   | J-NETWORK「THE CRUSADE -聖戦-」                                                                                   | 2001年3月23日  |
| ○    | 竹村亮                         | 3R終了 判定3-0                                   | J-NETWORK「SHANGURILA-FIN」                                                                                       | 2000年12月25日 |
| ×    | 泉ユーサク                     | 3R終了 判定0-3                                   | J-NETWORK「大江戸十番勝負」                                                                                       | 2000年11月19日 |
| ○    | 楠本竜生                       | 2分3R終了 判定3-0                                | J-NETWORK「SHANGURILA-3」                                                                                         | 2000年10月17日 |
| ○    | 内田秀樹                       | 3R終了 判定3-0                                   | J-NETWORK「SHANGURILA-2」                                                                                         | 2000年7月31日  |

### 総合格闘技
| 総合格闘技 戦績 | 総合格闘技 戦績 | 総合格闘技 戦績 | 総合格闘技 戦績 | 総合格闘技 戦績 | 総合格闘技 戦績 | 総合格闘技 戦績 |
| --------------- | --------------- | --------------- | --------------- | --------------- | --------------- | --------------- |
| 8 試合          | (T)KO           | 一本            | 判定            | その他          | 引き分け        | 無効試合        |
| 5 勝            | 1               | 0               | 3               | 1               | 2               | 0               |
| 1 敗            | 0               | 0               | 0               | 1               | 2               | 0               |

| 勝敗 | 対戦相手   | 試合結果                    | 大会名                                                                     | 開催年月日     |
| ○    | 孫煌進     | 5分2R終了 判定2-0           | CAGE FORCE EX -eastern bound-                                              | 2007年11月11日 |
| △    | 砂辺光久   | 5分3R終了 判定1-0           | PANCRASE 2007 RISING TOUR                                                  | 2007年9月5日   |
| ○    | 宮城友一   | 不戦勝                      | PANCRASE 2007 RISING TOUR 【ネオブラッド・トーナメント フェザー級 決勝】   | 2007年7月27日  |
| ○    | 長谷川孝司 | 2R 3:06 TKO（左ストレート） | PANCRASE 2007 RISING TOUR 【ネオブラッド・トーナメント フェザー級 準決勝】 | 2007年5月30日  |
| ×    | 長谷川孝司 | 2R 3:20 反則（ローブロー）  | PANCRASE 2007 RISING TOUR 【ネオブラッド・トーナメント フェザー級 準決勝】 | 2007年5月6日   |
| ○    | 田中康友   | 5分2R終了 判定3-0           | PANCRASE 2007 RISING TOUR 【ネオブラッド・トーナメント フェザー級 1回戦】  | 2007年3月25日  |
| ○    | 山澤勇紀   | 5分2R終了 判定2-0           | PANCRASE 2006 BLOW TOUR                                                    | 2006年12月2日  |
| △    | 裕希斗     | 5分2R終了 判定0-1           | PANCRASE 2006 BLOW TOUR                                                    | 2006年7月28日  |

## 獲得タイトル
- IKMF東洋ライト級王座（2005年）
- パンクラス 第13回ネオブラッド・トーナメント フェザー級 優勝（2007年）
- 初代RISEスーパーライト級王座（2009年）